# Vrbovac (Sokobanja)
Pour les articles homonymes, voir Vrbovac.
Vrbovac (en serbe cyrillique : Врбовац) est un village de Serbie situé dans la municipalité de Sokobanja, district de Zaječar. Au recensement de 2011, il comptait 466 habitants.

## Démographie
| 1948  | 1953  | 1961  | 1971  | 1981 | 1991 | 2002 | 2011 |
| ----- | ----- | ----- | ----- | ---- | ---- | ---- | ---- |
| 1 024 | 1 065 | 1 015 | 1 000 | 941  | 814  | 598  | 466  |

|  |